# 马尔桑吉 (马恩省)
马尔桑吉（法語：Marsangis）是法国马恩省的一个市镇，属于埃佩尔奈区（Épernay）昂格吕尔县（Anglure）。该市镇总面积6.74平方公里，2009年时的人口为51人。

## 人口
马尔桑吉人口变化图示